# Nébias
Nébias es una localidad  y comuna francesa, situada en el departamento del Aude en la región de Languedoc-Roussillon.
A sus habitantes se les conoce por el gentilicio Nébiasais.

## Demografía
| 223 | 237 | 285 | 284 | 247 | 244 |
| Para los censos de 1962 a 1999 la población legal corresponde a la población sin duplicidades (Fuente: INSEE [Consultar]) |     |     |     |     |     |

(Población sans doubles comptes según la metodología del INSEE).

## Lugares de interés
- Senderos de Naturaleza, en particular el "Labyrinthe Vert"
- En las proximidades, el castillo de Puivert.
- Las ruinas de los molinos de viento"""Moulin à vent"""
- En las proximidades el lago de puivert (donde se puede bañar)"""Lac de Puivert"""
- En las proximidades el museo de puivert "Musée du quercorb"